# Перший національний караїмський з’їзд в Євпаторії
Перший національний караїмська з'їзд в Євпаторії — всеросійський з'їзд караїмів, що відбувся з 1 по 9 листопада 1910 року в Євпаторії.
До міста прибув 31 делегат практично від усіх караїмських громад з різних міст Російської імперії: по 2 людини прибули з Євпаторії, Феодосії, Одеси та Москви, по одній з Сімферополя, Катеринослава, Харкова, Петербурга, Мелітополя, Бахчисарая, Миколаєва, Севастополя, Ялти, одна особа представляла Ригу, Орел і Либаву, також були присутні духовні особи з Євпаторії, Трок, Феодосії, Одеси, Києва, Сімферополя, Харкова, Москви, Мелітополя, Бахчисарая, Миколаєва, Ялти.
У роботі з'їзду домінувала релігійно-ритуальна тематика, і тому з'їзд може бути визначений, скоріше, як національно-релігійний.
Головував Таврійський і Одеський караїмський гахам Самуїл Панпулов.

## Обговорювані питання і постанови
З'їзд ухвалив виділяти щорічно по 300 карбованців на підтримку кенас у фортеці Чуфут-Кале і караїмського кладовища, утворити фонд пожертвувань для облаштування музею і двору для приїжджих та обрати особливу комісію для виконання цих заходів. Визнали бажаним перетворити Олександрівське караїмське духовне училище в Олександрівську караїмську прогімназію. Вирішили також виділити 3000 карбованців для потреб міської прогімназії в Бахчисараї. На з'їзді також було прийнято рішення про перейменування караїмської синагоги в кенасу.
Серед питань, які обговорювалися на з'їзді були питання допустимості шлюбів зі своячкою після смерті дружини, або шлюбів двох братів з двома сестрами або шлюбів брата і сестри однієї сім'ї з сестрою і братом інший. Обговорювалися також:
- заходи, які треба прийняти для впорядкування релігійно-морального виховання караїмського юнацтва;[2]
- способи й засоби для підтримки давніх караїмських святинь Чуфут-Кале і давньої караїмської кенаси в Єрусалимі;
- встановлення між караїмами розміру внесків, необхідних на утримання духовного управління і на інші суспільні потреби;
- встановлення порядку обов'язкового навчання караїмських дітей в навчальних закладах караїмської мови та караїмської Закону Божого.

## Відомі учасники
Учасники Першого національного загальнокараїмського з'їзду в Євпаторії 1-9 листопада 1910 року: газзан І. Сапак, М.Сарач, газзан С.Гумуш, газзан С. Нейман, Таврійський і одеський гахам С. Панпулов, в.с.трокского гахама І. Фіркович, газзани Й. Султанський, І. Кефели, А. Кефели, М. Фенерлі, М. Фуки, Й. Танатар, М. Камбур, газзан Б. Ельяшевич, газзан М. Бейм, І. Казас, газзан Т. Леві-Бабович, газзан С. Іртлач-Мангубі, Е. Майтоп, Е. Каліф, З. Кефелі, Д. Кокізи, Ю. Шакал, Б. Сарач, С. Кальфа, С. Крим, Ш. Дуван, І. Гаммал, І. Кушлю, Ф. Харченко, С. Чуюна.